# Sněhurka

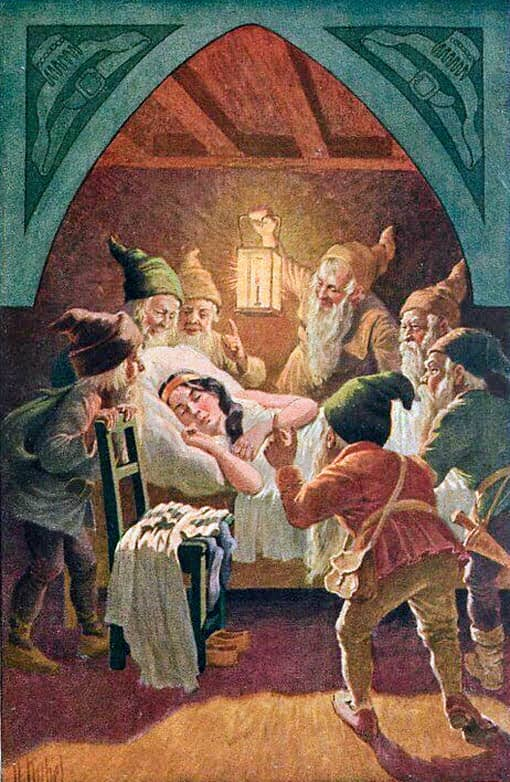
Ilustrace Otto Kubel (1930)

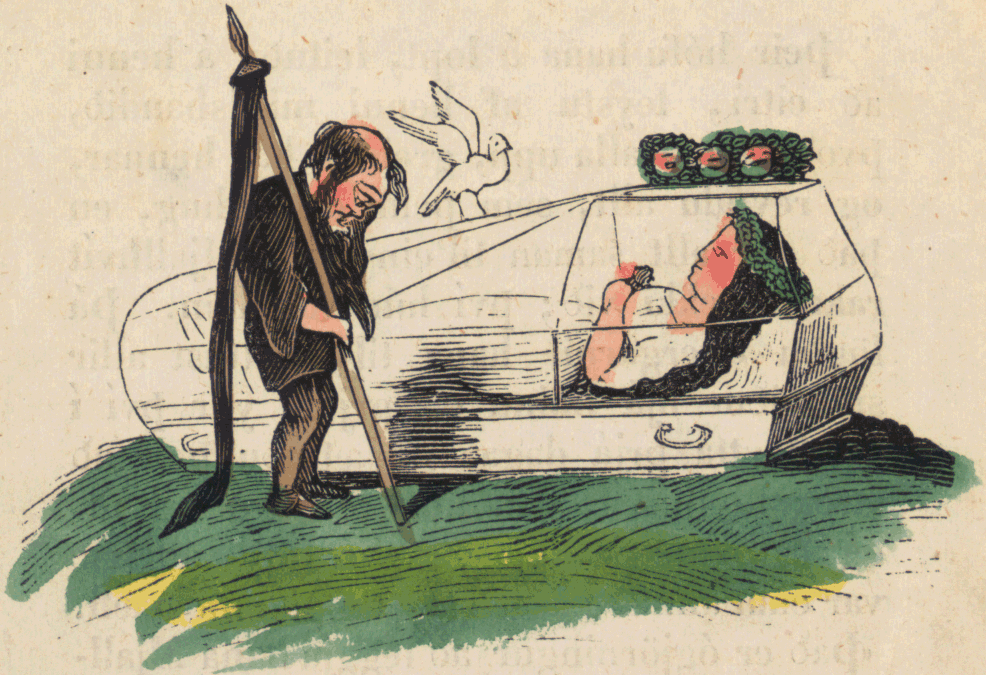
Ilustrace z islandského překladu pohádky

Sněhurka (dříve někdy také Sněhulka) je fiktivní postava dívky neobyčejné krásy ze stejnojmenné pohádky Sněhurka, která je v různých podobách známá v mnoha evropských zemích. Autory nejznámější verze pohádky jsou bratři Grimmové: zde se vyskytuje kouzelné zrcadlo i sedm trpaslíků, jimž se poprvé dostalo vlastních jmen v broadwayské hře z roku 1912 Sněhurka a sedm trpaslíků. V roce 1937 natočilo studio Walta Disneyho na tento motiv celovečerní animovaný film s tímtéž názvem, avšak trpaslíci dostali jiná jména. Často se v češtině setkáváme s názvem pohádky pouze Sněhurka: zde je namístě se přesvědčit, jde-li o Sněhurku a sedm trpaslíků či o jinou pohádku z dílny bratří Grimmů, konkrétně o Sněhurku a Růženku.

## Původ
Pohádka o Sněhurce vychází ze starých evropských pověstí. Mýtus o zlé čarodějnici, Sněhurčině maceše, byl v evropském kontextu pravděpodobně poprvé zaznamenán v díle francouzského kronikáře Jeana Froissarta na počátku 15. století. Froissart píše o událostech ve Francii, kdy král Karel VI. propadl šílenství a prakticky nebyl schopen vládnout. Navíc v období svých záchvatů nepoznával svou ženu Isabelu Bavorskou a tvrdil, že miluje Valentinu Visconti, což byla žena Karlova bratra Ludvíka Orleánského. U poddaných byl král velmi oblíbený, a proto se snažili najít viníka královy duševní choroby. Proto se začalo vyprávět, že nápadně krásná Valentina Visconti je ve skutečnosti čarodějnice, která tráví malé děti jedovatými jablky a vlastní kouzelné zrcadlo.

## Jiné verze
Jiná verze pohádky o Sněhurce vypráví o dítěti, které si bezdětní manželé uplácají ze sněhu (živá sněhulačka). Tato Sněhurka však žije pouze v zimě a na jaře, když ostatní děti slaví jaro skákáním přes oheň, Sněhurka se nad ohněm vypaří (podobný motiv se nalézá v pohádkové divadelní hře Jaroslava Kvapila Princezna Pampeliška, kde princezna na podzim odkvete jako květy pampelišky).
Pohádka o Sněhurce se také nachází jako hlavní motiv tv seriálu Once Upon a Time z produkce americké ABC television.

## Kalendář
Od poloviny 19. století je ve středním a severním Německu zaznamenána tradice Svátku Sněhurky (Schneeweissfest), který se slaví první úterý po podzimní rovnodennosti. Svátek v druhé polovině září pravděpodobně souvisí s termínem sklizně některých podzimních odrůd jablek v Německu tradičně pěstovaných (např. Grávštýnské červené). V odlišné tradici ruského severu je Sněhurka naopak připomínána v březnu až dubnu, s příchodem jara a mizením sněhové pokrývky.